# 안드레아스 프란츠
안드레아스 프란츠(Anderas Franz, 1954년 1월 12일~2011년 3월 13일)는 독일의 크라임 소설가이다.

## 생애
안드레아스 프란츠는 1954년 1월 12일 독일 작센안할트 주의 크베들린부르크(Quedlinburg)에서 태어났다. 그의 부모는 모두 음악을 전공했으며, 1967년 이혼했다. 안드레아스 프란츠는 당시 모친을 따라 프랑크푸르트로 이주했으며 이후 프랑크푸르트는 그의 대표작 '율리아 뒤랑 시리즈'의 배경이 되었다. 1971년 만난 잉에 프란츠와는 1974년 결혼해 다섯 자녀를 두었다. 꾸준히 시와 단편소설을 썼으나 출간되지는 못했고, 생계를 위해 광고 에이전시와 번역 에이전시 등에서 일했다. (생전 그는 인생의 어두운 시절을 함께 해준 아내와 자녀들에 관한 애정과 감사를 수시로 표현하곤 했다.) 그러던 중 1996년 마침내 그의 첫 번째 장편 소설이자 크라임 소설인 <Young, blond, dead>가 예상치 못한 성공을 거두며 본격적인 크라임 소설가로서의 길을 걷게 된다. 36만 부가 판매된 첫 번째 작품을 비롯해 총 21권의 작품을 발표했으며 독일에서만 550만 부 이상 판매된 것으로 추정된다. 안드레아스 프란츠는 2011년 3월 13일 오전, 갑작스러운 심장마비로 사망했다. 주요 일간지는 16년간 독일 장르소설계를 호령해온 이 '크라임 스타(Crime Star)'의 죽음을 전하며 애도를 표했다.

## 한국 출간 저서
안드레아스 프란츠가 사망 당시 집필중이던 <신데렐라 카니발(원제: Todesmelodie)>를 도서출판 예문이 출간했다. 이 작품은 안드레아스 프란츠의 메뉴스크립트에 따라 미완된 작품을 다니엘 홀베가 완성하였다. 다니엘 홀베는 안드레아스 프란츠 재단과 잉에 프란츠 여사의 인정을 받아 2013년 율리아 뒤랑의 새 시리즈를 발표할 예정이다.

## 저서
- Jung, blond, tot (1996년)
- Der Finger Gottes (1997년)
- Die Bankerin (1998년)
- Das 8. Opfer (1999년)
- Letale Dosis (2000년)
- Der Jäger (2001년)
- Das Syndikat der Spinne (2002년)
- Kaltes Blut (2003년)
- Tod eines Lehrers (2004년)
- Das Verlies (2004년)
- Mord auf Raten (2005년)
- Teuflische Versprechen(2005년)
- Schrei der Nachtigall (2006년)
- Tödliches Lachen (2006년)
- Unsichtbare Spuren (2007년)
- Das Todeskreuz (2007년)
- Spiel der Teufel (2008년)
- Mörderische Tage (2008년)
- Eisige Nähe (2010년)
- Teufelsleib (2010년)
- Todesmelodie (2012)